# Monolithe de Tlaltecuhtli

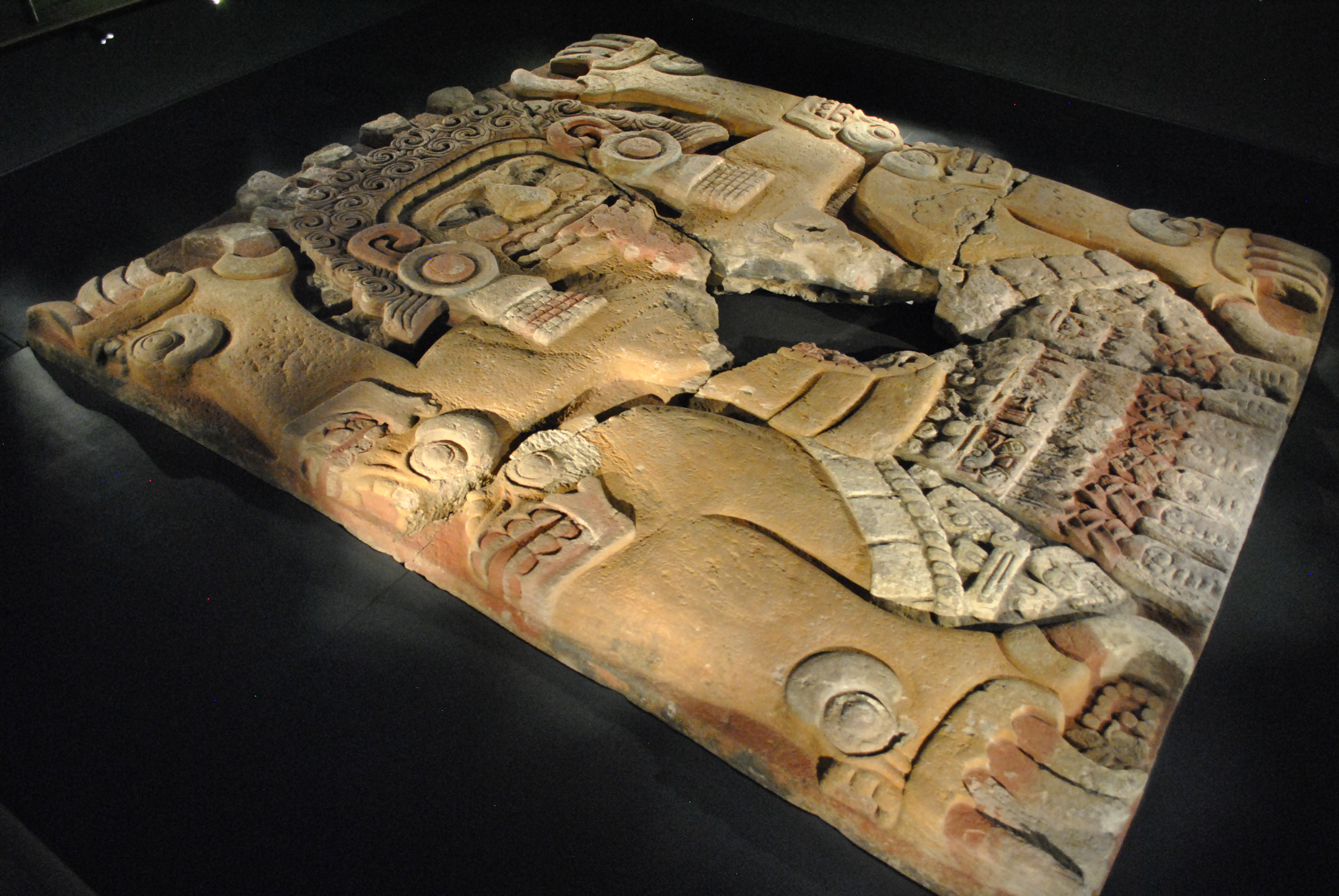
Le monolithe de Tlaltecuhtli (musée du Templo Mayor).

Le monolithe de Tlaltecuhtli est la plus grande sculpture monolithique aztèque retrouvée à ce jour. Cette représentation féminine de la divinité Tlaltecuhtli a été découverte en octobre 2006 près de l'enceinte de l'ancien Templo Mayor de Mexico-Tenochtitlan.

## Caractéristiques physiques

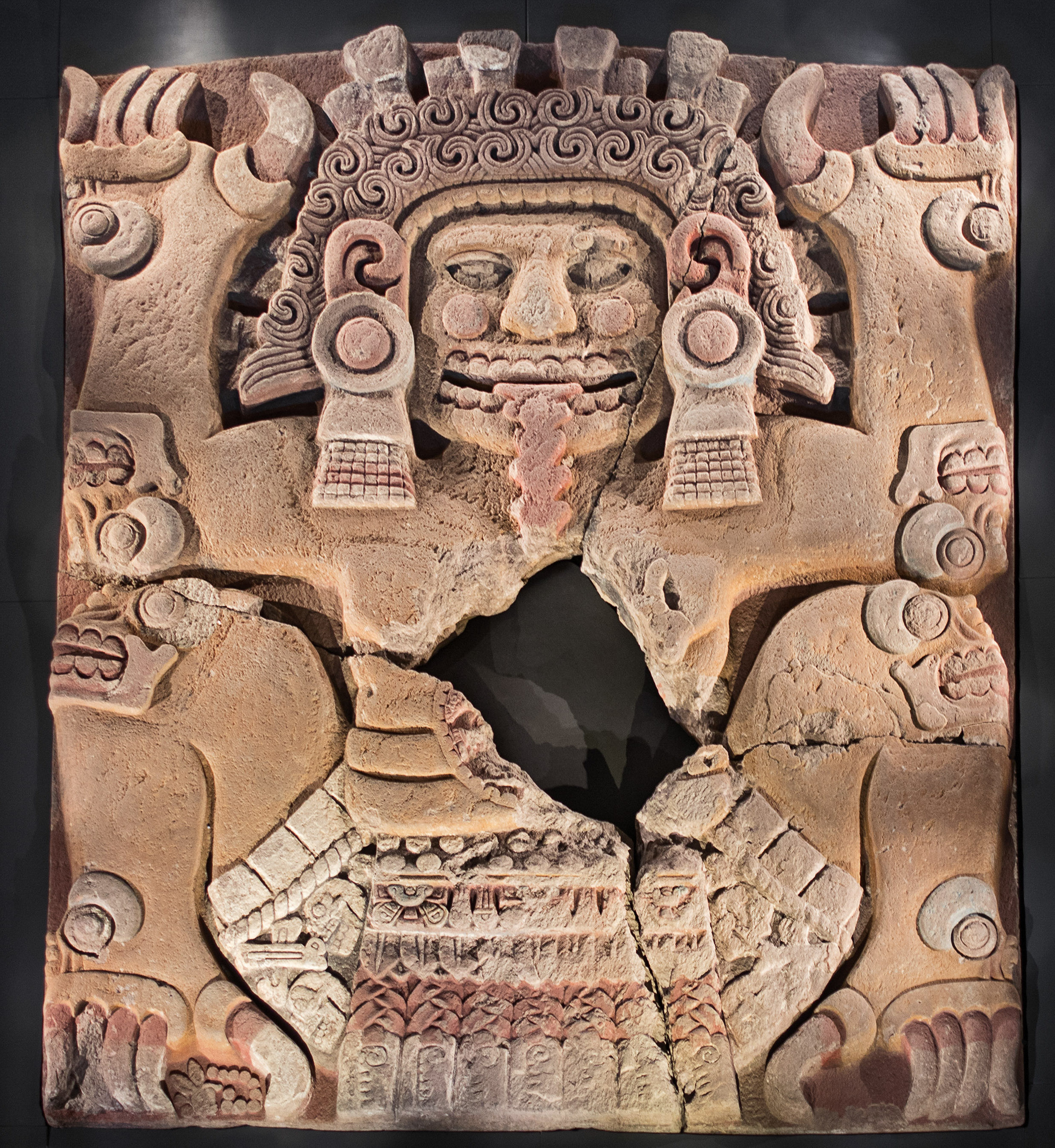
Le monolithe de Tlaltecuhtli (musée du Templo Mayor, ciudad de México).

Le monolithe mesure 3,62 m de long sur 4,19 m de large. Son épaisseur maximum est de 40 cm et celle du relief sculpté est de 15 cm. Il pèse 12,35 tonnes. Il est sculpté dans un bloc d'andésite à hornblende.

## Découverte
Le monolithe a été localisé en octobre 2006 lors des travaux de fondation du Conjunto Ajaracas sur la propriété de la Casa de las Ajaracas (maison des arabesques).
L'équipe de l'archéologue Ximena Chávez a par la suite découvert à cet emplacement l'offrande numérotée 121 du Templo Mayor de Mexico-Tenochtitlan.

## Conservation
Il est exposé au musée du Templo Mayor.